# Afraflacilla vespae
Espèce
Afraflacilla vespae est une espèce d'araignées aranéomorphes de la famille des Salticidae.

## Distribution
Cette espèce est endémique de la région du Centre au Ghana,. Elle se rencontre dans les environs de Cape Coast.

## Description
La carapace du mâle holotype mesure 1,8 mm de long sur 1,3 mm et l'abdomen 1,7 mm de long sur 1,3 mm.

## Systématique et taxinomie
Cette espèce a été décrite en 2025 par Wawer (d) & Wesołowska.

## Publication originale
- (en) Wawer & Wesołowska, « Jumping spiders from Ghana collected by J. Prószyński (Araneae: Salticidae) », Annales Zoologici, 2025, vol. 75, no 2, p. 599-628.